# E4F1
El factor de transcripción E4F1 (E4F1) es una proteína codificada en humanos por el gen E4F1.
La proteína con dedos de zinc codificada por este gen es uno de los factores de transcripción cuya actividad de unión al ADN es regulada por medio de la acción de adenovirus E1A. A partir del polipéptido final se genera por proteólisis del extremo N-terminal, una proteína de 50 kDa. Esta proteína es regulada diferencialmente por fosforilación inducida por el virus E1A. El polipéptido completo, no digerido, reprime la transcripción desde el promotor E4 en ausencia de E1A, mientras que el polipéptido de 50 kDa actúa como un activador transcripcional en su presencia.

## Interacciones
La proteína E4F1 ha demostrado ser capaz de interaccionar con:
- p16[4]
- Proteína del retinoblastoma[5]
- p53[4][6]